# Galium austriacum
Galium austriacum är en måreväxtart som beskrevs av Nikolaus Joseph von Jacquin. Galium austriacum ingår i släktet måror, och familjen måreväxter. Inga underarter finns listade i Catalogue of Life.